# رضوان سلیمان
رضوان سلیمان (انگلیسی: Radhouane Slimane؛ زادهٔ ۱۶ اوت ۱۹۸۰) بازیکن بسکتبال اهل تونس است.
از باشگاه‌هایی که در آن بازی کرده‌است می‌توان به باشگاه فوتبال النصر امارات اشاره کرد.
وی در مسابقات کشوری و بین‌المللی در مجموع برندهٔ ۳ مدال طلا شده‌است.